# Moncloa
Moncloa – stacja metra w Madrycie, na linii 3 i 6. Znajduje się w dzielnicy Moncloa-Aravaca, w Madrycie i zlokalizowana jest przed stacją Argüelles (linia 3) oraz pomiędzy stacjami Ciudad Universitaria i Argüelles (linia 6). Została otwarta 17 lipca 1963.